# Çatalpınar
Çatalpınar là một huyện thuộc tỉnh Ordu, Thổ Nhĩ Kỳ. Huyện có diện tích 47 km² và dân số thời điểm năm 2007 là 16259 người, mật độ 346 người/km².